# Миронов, Константин Иванович (полковник)
Константин Иванович Миронов (15 июля 1897, Пенза — 17 апреля 1942, Федотково, Смоленская область) — советский военачальник, полковник (1938), командир 113 стрелковой дивизии, воевал в Гражданскую, Первую мировую, Бессарабском походе и Великой Отечественной войне.

## Биография
Родился 15 июля 1897 года в Пензе. В Первую мировую войну с 1916 года участвовал в боях на Северном фронте и за боевые отличия был произведен в прапорщики. Во время Февральской революции 1917 года находился в Пензе и участвовал в организации милиции. Остался на родине и служил в запасном батальоне, а позже работал на трубочном заводе.
Добровольцем ушел на Гражданскую войну и участвовал в боях против Чехословацкого корпуса. С декабря 1918 года был курсантом и инструктором на пулеметных курсах в Пензе, но уже в апреле 1919 года в составе 1-го Коммунистического полка пензенской бригады был отправлен на фронт против Колчака. На фронте заболел тифом. После выздоровления был назначен начальником пулеметной команды и сражался против Деникина под Царицыным. Позже командовал 95-м отдельным батальоном ВОХР, а по возвращении в Пензу стал командиром батальона в 25-м запасном полку.
В составе 25-й Чапаевской дивизии участвовал в боях с бандами в районе Фастова. После окончания Гражданской войны учился в Высшей школе физобразования имени Ленина в Ленинграде. В начале 1930-х годов работал преподавателем тактики в Полтавской школе командиров запаса имени Фрунзе, а затем служил в штабе округа помощником начальника отдела. В мае 1936 года Миронов был назначан командиром 135-го стрелкового полка 45-й стрелковой дивизии Киевского военного округа, а уже в 1938 году занял должность помощника командира этой дивизии. В сентябре 1939 года ему поручили командование 42-й стрелковой дивизией, а позже 147-й стрелковой дивизией. Участвует в походе в Бессарабию в 1940 году.
Великую Отечественную войну начал, командуя 147-й стрелковой дивизией в звании полковника. Участвовал в боях в районе Шепетовки. В октябре 1941 года назначен командиром 113-й стрелковой дивизии 33-й армии. Дивизия успешно оборонялась в районе Наро-Фоминска. За бои 1-6 декабря 1941 года Миронов был награждён орденом Красного Знамени. Дивизия успешно участвовала в контрнаступлении под Москвой и в Ржевско-Вяземской наступательной операции. Участвовал в освобождении Наро-Фоминска, Вереи, Боровска.
В начале февраля 1942 года дивизия вышла в район юго-восточнее Вязьмы. Несколько месяцев дивизия сражалась с превосходящими силами врага в окружении, сковав крупные силы немецких войск. При прорыве из окружения в районе деревни Федотково Миронов был ранен, а затем убит при переноске на носилках. Место захоронения неизвестно.
По другим источникам, погиб при прорыве 15 апреля в районе посёлка Красное, похоронен в селе Угра Смоленской области. 

## Родственники
- Жена Миронова Е. А.[4]